# Cuerpo de Bomberos de La Granja, San Ramón y La Pintana
El Cuerpo de Bomberos La Granja, San Ramón y la Pintana corresponde al Cuerpo de Bomberos de Chile que opera en las comunas de La Granja, San Ramón y La Pintana, en Santiago de Chile (debido a la subdivisión de la comuna de La Granja en 1984). Fue fundado el 10 de julio de 1950.
Actualmente está conformado por 5 compañías.

## Historia
La historia de este cuerpo de bomberos comienza con la fundación de la Primera Compañía el 10 de julio de 1950 en la comuna de La Granja, gracias a la reunión de un trío de vecinos de granjinos con visión de servicio y no satisfechos con lo realizado hasta ese minuto, realizaron esfuerzos sobrehumanos y con la ayuda de otros a quienes convencieron, fundaron y dieron vida al primer cuartel bomberil de la comuna. El primer carro bomba de esta institución fue un vetusto vehículo Chevrolet del año 1927 adquirido en la ciudad de Talca por la suma de $300.000 pesos de la época.
Posteriormente en octubre de 1959, vecinos del sector de Villa Las Rosas, actual comuna de La Pintana, fundan lo que es hoy la Tercera Compañía de Bomberos. Tan solo un mes después es creada la actual Bomba México, producto del fuerte aumento poblacional en el sector del paradero 22 de Santa Rosa, debido al masivo traslado de familias de distintas poblaciones callampas de la capital por parte de la CORVI a la actual Población San Gregorio.
Así es como estas tres compañías dieron vida al Cuerpo de Bomberos de La Granja, por décadas. Recién en 1988 la institución suma una cuarta compañía, gracias a un grupo de vecinos de la Población La Bandera que el 4 de agosto conforman la Brigada contra Incendios, actual Segunda Compañía de Bomberos.
Finalmente a fines de los 80 producto del fuerte aumento poblacional en la zona que actualmente comprende el nororiente de la comuna de La Pintana y el sector sur de La Granja, es creada la denominada "Brigada Santo Tomás" fundada por vecinos de la por entonces naciente Población Santo Tomás que daría paso a la actual Quinta Compañía, el día 17 de junio de 1991..

## Compañías
A continuación se presenta un listado de las 5 compañías que componen este Cuerpo de Bomberos:
| Compañía         | Fundación                         | Especialidad                                                            | Cuartel                            |
| ---------------- | --------------------------------- | ----------------------------------------------------------------------- | ---------------------------------- |
| Primera Compañía | 10 de junio de 1950 (74 años)     | - Agua - Rescate vehicular                                              | Avenida Santa Rosa #6590 La Granja |
| Segunda Compañía | 4 de agosto de 1988 (36 años)     | - Agua - Equipo de Intervención Rápida (RIT)                            | Avenida La Bandera #9800 San Ramón |
| Tercera Compañía | 11 de octubre de 1959 (65 años)   | - Agua - Rescate vehicular                                              | Baldomero Lillo #1857 La Pintana   |
| Cuarta Compañía  | 06 de noviembre de 1959 (65 años) | - Agua - Escalas - Salvamento                                           | Venezuela #2083 San Ramón          |
| Quinta Compañía  | 17 de julio de 1991 (33 años)     | - Agua - Rescate vehicular - Unidad de Soporte Aéreo para la Emergencia | La Serena #10.584 La Pintana       |

## Mártir
El Cuerpo de Bomberos de La Granja cuenta con un mártir en su historia institucional. Se trata de Héctor Eduardo Paineo Espinoza, voluntario honorario de la Cuarta Compañía de Bomberos - Bomba México. Muerto en acto de servicio el 21 de febrero de 2012, en el incendio de una fábrica de pallets en la Población San Gregorio de la comuna de La Granja.